# Udgātṛ
Un udgātṛ (parfois orthographié udgātar) est un brahmane de l'époque védique exerçant la fonction de chanteur dans l'exécution rituelle du yajña (le sacrifice védique) qui consiste à cantiller les strophes védiques. Ces cantillations, dont l'ensemble constitue le Sāmaveda, sont transmises par tradition orale au fil des générations. Elles furent écrites et conservées dans un recueil de stances, la Sāmaveda-samhitā.

## Étymologie
En sanskrit, la racine GᾹ (gāyati qui se traduit par « il chante, il invoque ou il célèbre en chantant »). Un gātṛ est un chantre ou un chanteur. Cette racine donne aussi gītā, un chant, comme dans le titre du livre Bhagavad-gītā le « Chant du Seigneur ».
Le préfixe ud- signalant un « mouvement de bas en haut », une élévation, un udgātṛ est un chanteur qui élève des louanges cantillées qui s'approchent ainsi des devas.

## Fonction liturgique
Durant le sacrifice védique, le yajña, le brahmane exerçant la fonction de udgātṛ et ses acolytes cantillent les strophes tirées de la tradition védique du Sāmaveda.